# Перу да Ковильян

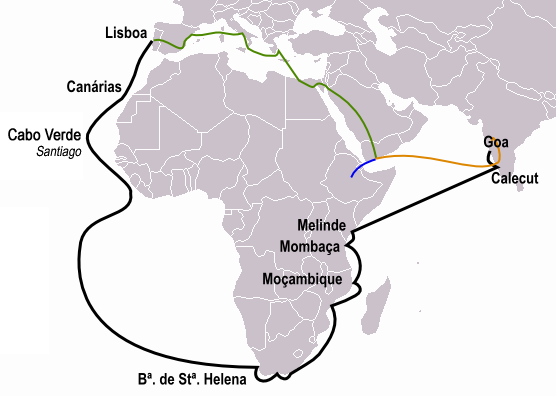
Путь торговцев специями (зеленая линия) и маршруты Васко да Гама (черная), Перу да Ковильян (оранжевая) и Афонсу де Паива (синяя)

Пе́ру да Ковилья́н (порт. Pêro da Covilhã, ок. 1450, Ковильян, Португалия —1530, Эфиопия) — португальский путешественник и мореплаватель, который прожил тридцать лет при дворе эфиопских императоров. Его заслуги: указание на возможность обогнуть Африку морем, описание индийских гаваней и золотых рудников в Софале, первое точное ознакомление европейцев с Эфиопией.
Отличился в кастильской войне при Афонсу V, затем служил в Берберии, а после — в гвардии короля Жуана II. Превосходно владел арабским языком. В 1487 году вместе с Афонсу де Паивой был отправлен королём Жуаном II на поиски пресвитера Иоанна и земли, из которой в Европу привозят корицу и прочие специи. 7 мая 1487 года португальцы, снабженные необходимой информацией и деньгами, отправились в путь и под видом торговцев прибыли в Каир, откуда Ковильян в сопровождении нескольких мавров отплыл в сторону Индии, посетив Суэц (Торо), Аден, Ормуз, Гоа, Каликут и Софальский берег в Мозамбике, в то время как его товарищ Паива отправился в Абиссинию (Эфиопию). Они договорились встретиться в Каире.
По возвращении в Каир в 1490 году Ковильян узнал о смерти Паивы в Эфиопии. Во время пребывания в Египте он написал для короля отчёт о своём путешествии, в котором дал ему совет искать путь в Индию не по суше, а по морю, плывя южнее Гвинеи в сторону Острова Луны (Мадагаскара). Послание Ковильяна, доставленное в Португалию евреями-торговцами, прославило его имя, и несколько лет спустя замысел морского путешествия в Индию был осуществлён Васко да Гамой.
Между тем сам Ковильян в 1493 году поехал по следу Паивы в Эфиопию, где император Ыскындыр принял его весьма ласково, наделил землями и дал хорошее место при дворе, однако вернуться на родину не разрешал до самой смерти. В 1507 году к нему присоединился священник Жуан Гомеш из экспедиции Тристана да Кунья. В 1520 году в Эфиопию прибыло португальское посольство, для которого Ковильян добился от императора различных льгот, но так и не получил разрешения вернуться на родину. В общей сложности, Ковильян провёл в Эфиопии более 30 лет. Записи Ковильяна были опубликованы после его смерти.